# Enthrone Darkness Triumphant
Enthrone Darkness Triumphant é o terceiro álbum de estúdio da banda norueguesa de Symphonic black metal Dimmu Borgir. Ele foi gravado em janeiro de 1997 no Abyss Studios, na Suécia. O álbum trouxe muito sucesso para a banda e foi seu primeiro lançamento pelo selo Nuclear Blast, além de ser seu primeiro álbum com letras em inglês. O álbum foi lançado em vários formatos, incluindo uma tiragem em vinil com 300 exemplares brancos e 1000 pretos. Em 2002, uma edição especial em CD foi lançada com material bônus.
Também foi o primeiro álbum do grupo a trazer o novo logótipo. O velho logótipo, no estilo black metal, com caracteres de difícil compreensão, foi usado na contracapa.
A canção "Tormentor of Christian Souls" ("Atormentador das Almas Cristãs") teve sua letra omitida do encarte por ordem da Nuclear Blast, que teve receio em publicá-la pelo seu conteúdo agressivo.
Em 2005, Enthrone Darkness Triumphant foi classificado na posição 298 no livro The 500 Greatest Rock & Metal Albums of All Time da revista Rock Hard. Em 2020, a revista Metal Hammer o elegeu como um dos 20 melhores álbuns de metal de 1997. Em 2021, a publicação também o elegeu como o 7º melhor álbum de metal sinfônico de todos os tempos.

## Faixas
Canções escrita e compostas por Dimmu Borgir.
| N.º            | Título                                 | Duração |  |
| 1.             | "Mourning Palace"                      | 5:13    |  |
| 2.             | "Spellbound (by the Devil)"            | 4:08    |  |
| 3.             | "In Death's Embrace"                   | 5:43    |  |
| 4.             | "Relinquishment of Spirit and Flesh"   | 5:33    |  |
| 5.             | "The Night Masquerade"                 | 4:25    |  |
| 6.             | "Tormentor of Christian Souls"         | 5:39    |  |
| 7.             | "Entrance"                             | 4:48    |  |
| 8.             | "Master of Disharmony"                 | 4:15    |  |
| 9.             | "Prudence's Fall"                      | 5:57    |  |
| 10.            | "A Succubus in Rapture"                | 6:00    |  |
| 11.            | "Raabjørn Speiler Draugheimens Skodde" | 5:02    |  |
| Duração total: | Duração total:                         | 56:43   |  |

| Bônus no relançamento |                                               |         |  |
| N.º                   | Título                                        | Duração |  |
| 12.                   | "Moonchild Domain"                            | 5:42    |  |
| 13.                   | "Hunnerkongens Sorgsvarte Ferd Over Steppene" | 3:05    |  |
| 14.                   | "Chaos Without Prophecy"                      | 7:09    |  |
| Duração total:        | Duração total:                                | 72:39   |  |

## Desempenho nas paradas
| Parada musical              | Melhor posição |
| --------------------------- | -------------- |
| German Album Charts         | 75             |
| The Official Finnish Charts | 26             |

## Créditos
Dimmu Borgir
- Shagrath – vocal, guitarra, produção
- Silenoz – vocal (faixas 11, 13), guitarra, produção
- Stian Aarstad – sintetizador, piano, produção
- Tjodalv – bateria, produção
- Nagash – baixo, guitarra, vocal de apoio, produção

Créditos adicionais
- Bente Engen – vocais (faixa 5)
- Peter Tägtgren – engenharia de som, mixagem